# Mecanica structurilor

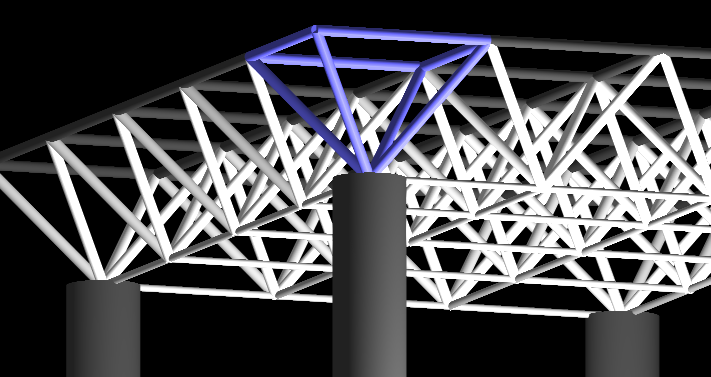
Cadru apațial folosit în structura unei clădiri

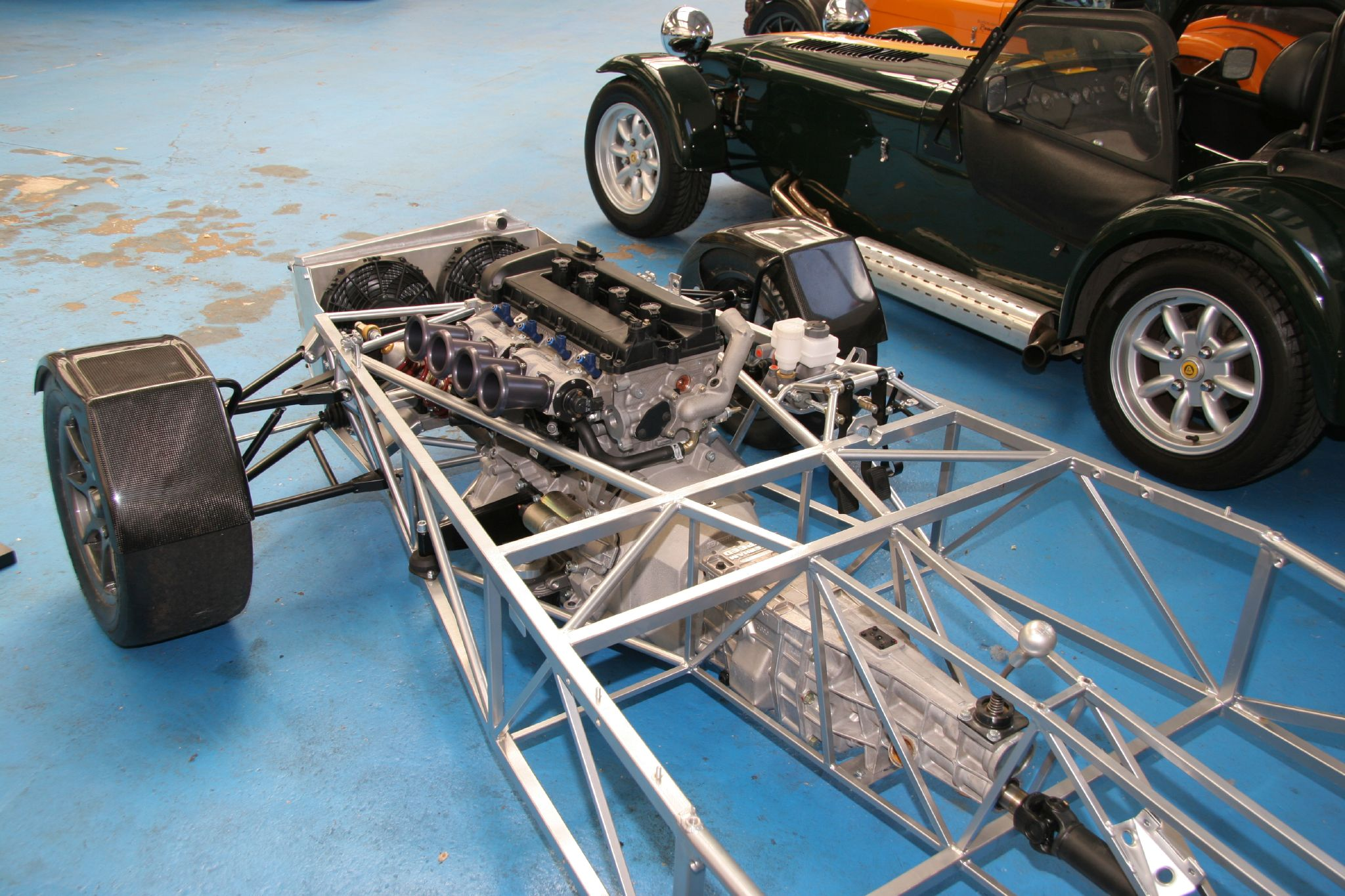
Cadru tubular al unei mașini de curse

Mecanica structurilor este o disciplină a ingineriei structurale are se ocupă cu calculul deplasărilor, a deformațiilor, a forțelor și tensiunilor (respectiv a tensiunilor echivalente) din structuri, fie pentru proiectare, fie pentru evaluarea performanțelor structurilor existente. Este o parte a analizei structurale⁠(d). Analiza mecanicii structurilor are ca date de intrare sarcinile structurale, descrierea geometrică a structurii și condițiile din fundație, precum și proprietățile materialelor. Mărimile de ieșire pot cuprinde reacțiuni din reazeme, tensiuni, deplasări și deformații. Mecanica structurilor avansată poate viza și efectele stabilității și comportamentele neliniare.
Mecanica structurilor este un domeniu din cadrul mecanicii aplicate care, folosind elemente din rezistența materialelor, studiază comportamentul structurilor supuse la sarcini mecanice, cum ar fi încovoierea unei grinzi, flambajul unui stâlp, torsiunea unui arbore, deformarea unei carcase subțiri și vibrația unui pod.
Există trei abordări ale analizei: metoda energetică, metoda deformațiilor structurale și metoda matricii de rigiditate, din care s-au dezvoltat ulterior metoda elementelor finite în mecanica structurilor și analiza tensiunilor la încovoiere în domeniul plastic.

## Metoda energetică
Metoda energetică are la bază relațiile dintre tensiuni, deformații, deplasări, proprietățile materialelor și sarcinile externe sub formă de energie, adică de lucrul mecanic efectuat de forțele interne și externe. Deoarece energia este o mărime scalară, aceste relații oferă mijloace convenabile pentru formularea ecuațiilor care descriu corpurile deformabile din mecanica solidului.

## Metoda deformațiilor structurale
Metoda deformațiilor structurale este metoda tradițională de calcul a forțelor și deformațiilor elementelor în sistemele structurale.

## Metoda matricii de rigiditate
Metoda matricii de rigiditate este metoda folosită curent în analiza cu elemente finite, inclusiv în cazul structurilor static nedeterminate, folosind computerele. 